# Flugplatz Bad Frankenhausen

i7
i11
i13
Der Flugplatz Bad Frankenhausen (ICAO-Code: EDOF) ist ein kleiner Sonderlandeplatz östlich von Bad Frankenhausen. Er wird vom ACF Aeroclub Hans Grade e. V. betrieben.

## Geographie
Der Platz liegt im nördlichen Teil Thüringens zwischen Bad Frankenhausen und dem Ortsteil Udersleben; er ist aus der Luft leicht im Dreieck zwischen Panorama, Kyffhäuserdenkmal und der Kiesgrube zu finden.

## Flugbetrieb
Der Flugbetrieb findet im Sommer von 9:00 bis 16:00 Uhr UTC statt, im Winter ist in der Regel kein Flugbetrieb. Jedes Jahr findet ein Flugplatzfest, ein Fallschirmspringertreffen und ein großes Drachenfest auf dem Flugplatz statt. Es dürfen Motorflugzeuge (MTOW <5700 kg), Hubschrauber, Motorsegler (GLDP), Ballone und Ultraleichtflugzeuge (UL) starten und landen.

## Infrastruktur
Für die Unterbringung von Luftfahrzeugen stehen Hangars auf Anfrage zur Verfügung. Flugzeuge können über Nacht auch im Freien abgestellt werden.

### Anfahrt
Zu erreichen ist der Flugplatz über die Landstraße 1172. Man findet ab Esperstedt Beschilderungen, welche die Anfahrt erleichtern.